# Biosférická rezervace monarchy stěhovavého
Biosférická rezervace monarchy stěhovavého je chráněné území v centrální oblasti Mexika. Rezervace slouží jako útočiště motýla monarchy stěhovavého, který sem přilétá z USA a Kanady a přečkává zde zimní období. Od roku 2008 figuruje na seznamu přírodního světového dědictví UNESCO.
Rezervace se nachází zhruba 100 km od Ciudad de México v nadmořské výšce mezi 2000 a 3500 m n. m. na hranici států Michoacán a Méxica. Skládá se ze 3 oddělených lokalit (Cerro Altamirano, Chincua-Campanario-Chivati-Huacal a Cerro Pélon) a její souhrnná výměra čítá 56 259 ha.
Rostou zde například poddruhy borovice Pinus pseudostrobus, Pinus rudis, Pinus teocote, Pinus oocarpa, Pinus michoacana či jedle posvátná.

## Fotogalerie

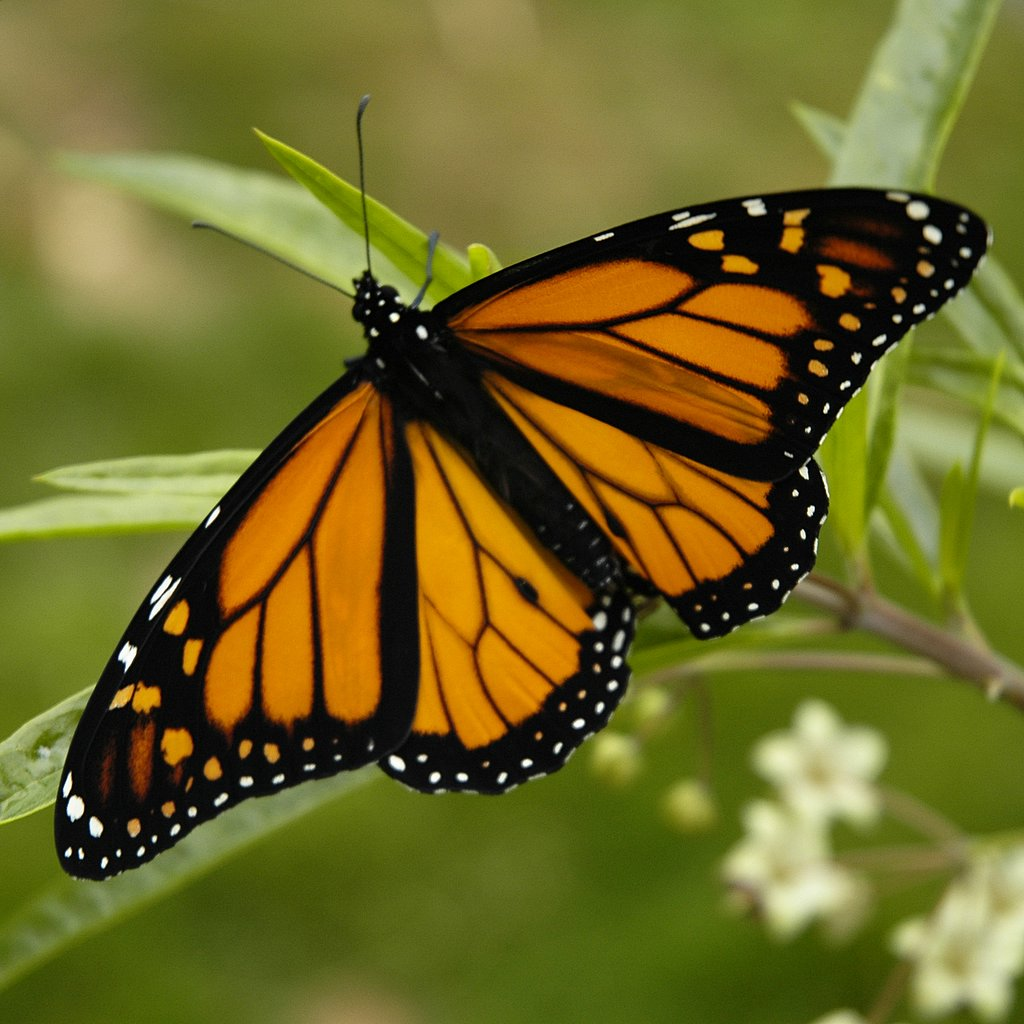
monarcha stěhovavý
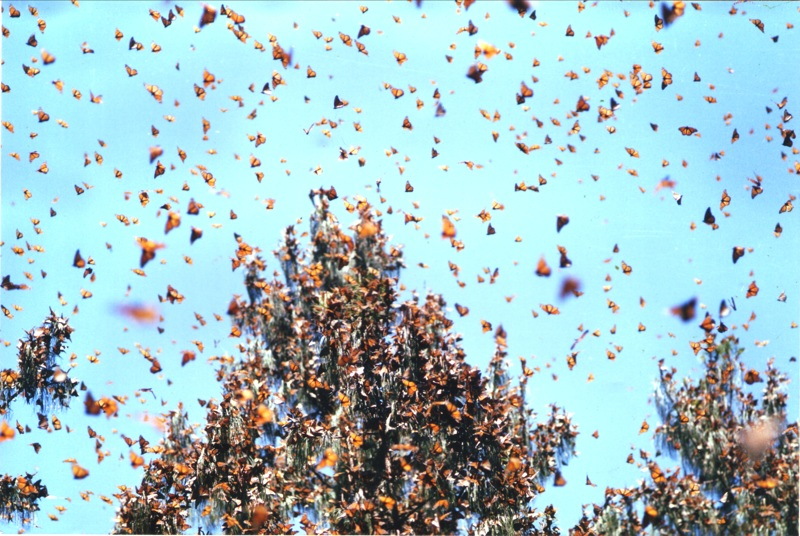
poletující motýli
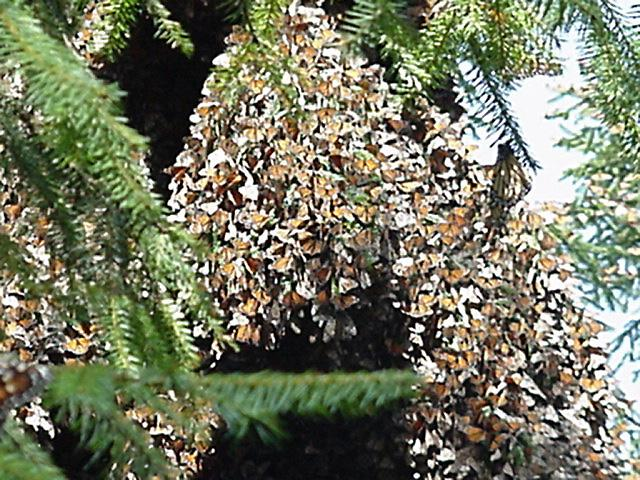
větve stromů pokryté motýly
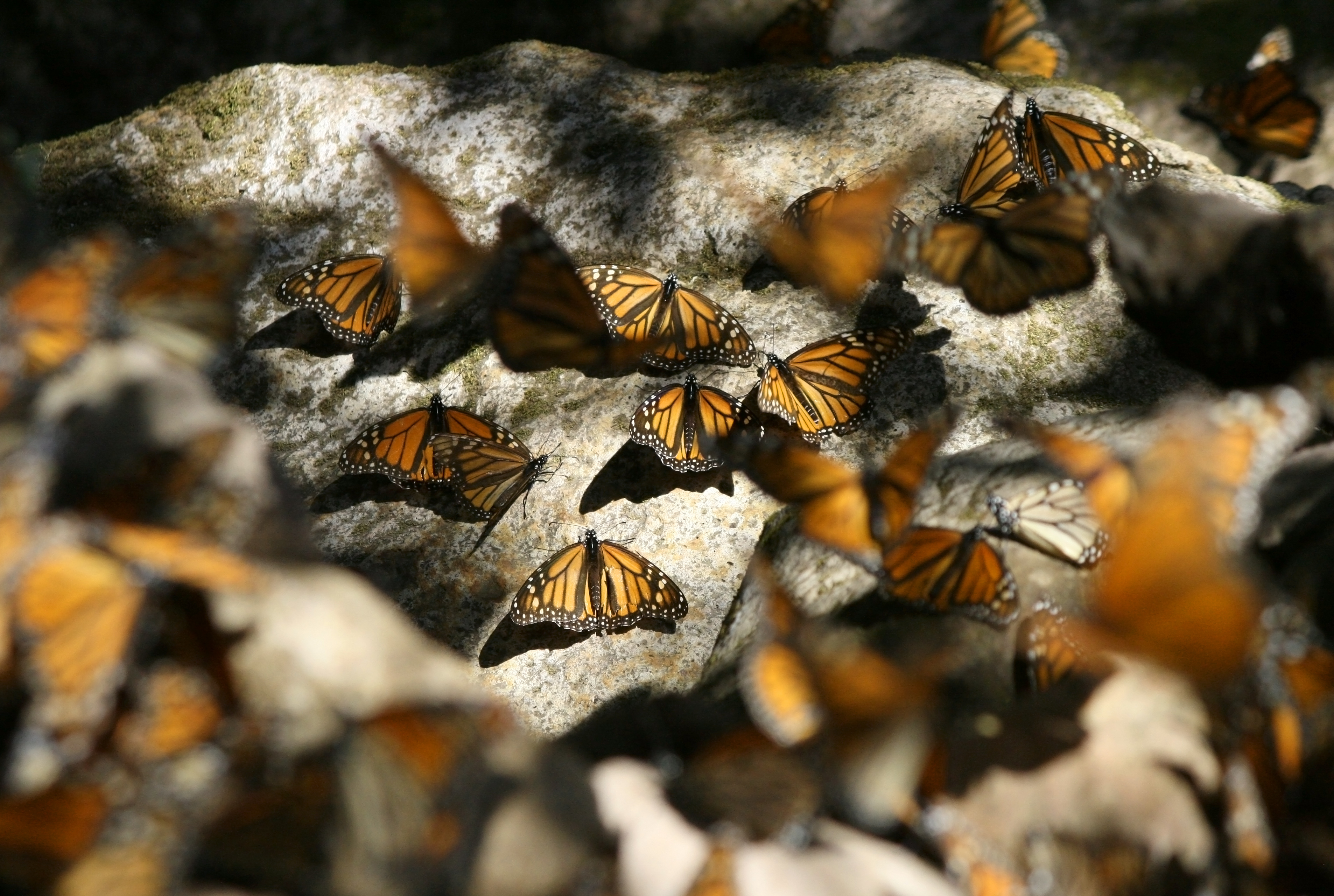
motýli na kameni